# Octavian Iosim
Octavian Iosim (ur. 5 września 1930, zm. w 1988) – rumuński piłkarz wodny. Reprezentant kraju na igrzyskach olimpijskich w 1952 w Helsinkach. Na igrzyskach olimpijskich zagrał w meczu z Zachodnimi Niemcami i nie zdobył żadnej bramki.